# Comandante (aeronautica)

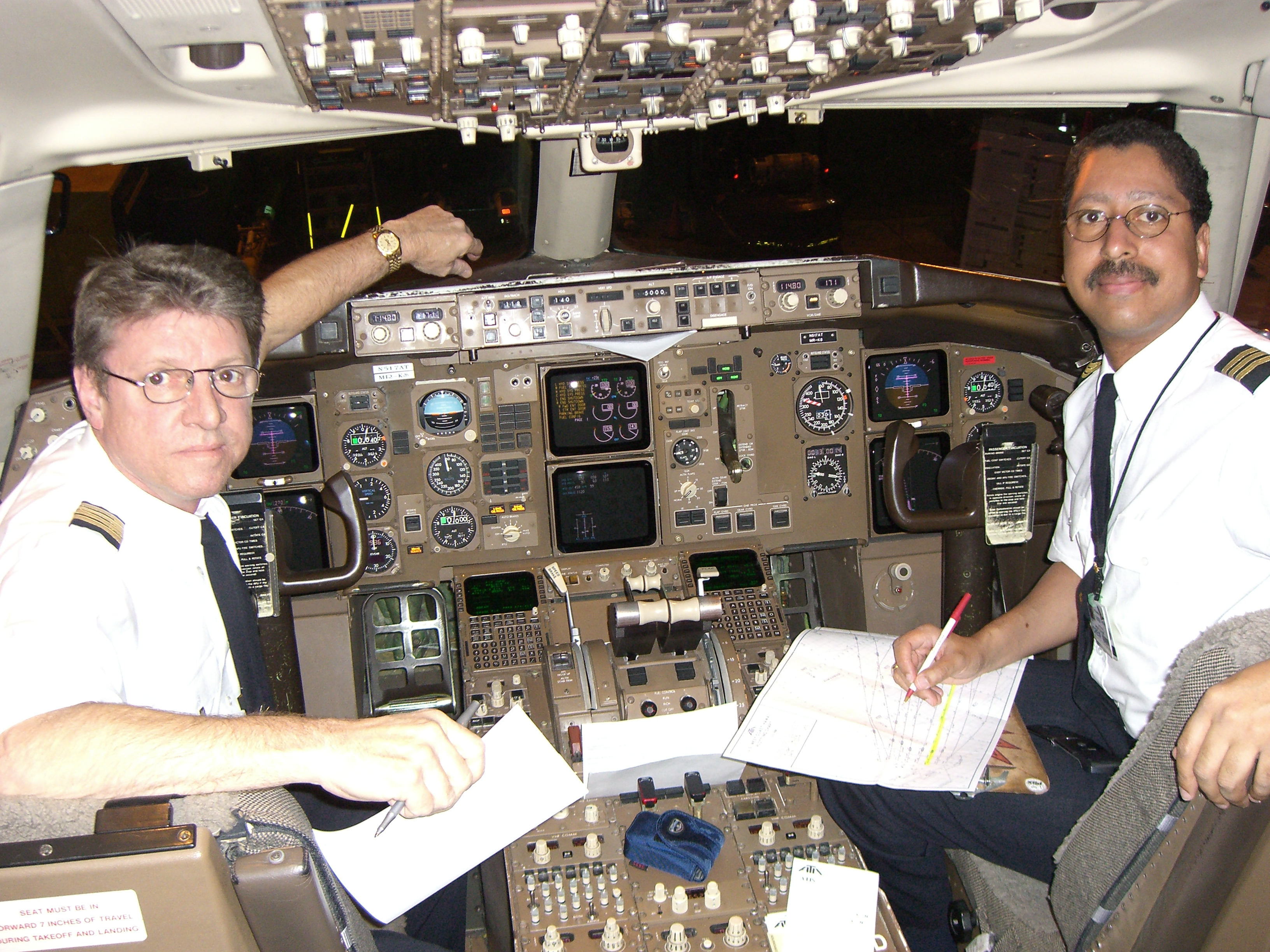
Comandante, che generalmente siede sempre a sinistra, e primo Ufficiale

Il comandante o capitano di un aeromobile è la persona che, come definito dall'Organizzazione Internazionale dell'Aviazione Civile (ICAO),
è in ultima analisi responsabile della gestione e della sicurezza durante il volo; quindi, nel caso di equipaggio composto da due o più piloti, il comandante non è necessariamente quello che conduce il velivolo, ma è quello che giuridicamente ne risponde dinanzi alla compagnia aerea e alle autorità per qualsiasi infrazione delle regole di volo.
Il termine comandante viene impiegato con un duplice significato per indicare sia un grado che una funzione.
Il grado viene conferito dalle compagnie aeree a quei piloti ritenuti idonei a svolgere le funzioni di comando (alla luce di vari elementi quali anzianità, curriculum, attitudine al comando). 
La funzione viene svolta da chiunque sia responsabile della condotta di un aeromobile, indipendentemente dalle sue dimensioni, dal numero di posti e dalla finalità del volo.